# Lehi
Lehi (AFI: ['lɛxi], acrônimo hebraico para Lohamei Herut Israel, em hebraico:  לח"י - לוחמי חרות ישראל; Lutadores para a Liberdade de Israel, também conhecido como Stern Gang - como chamavam as autoridades britânicas na Palestina), foi um grupo paramilitar sionista que operava clandestinamente no Mandato Britânico da Palestina entre 1940 e 1948. Seu principal objetivo era expulsar os britânicos da Palestina para permitir a livre imigração de judeus para a região e criar um Estado Judaico (Israel).
O Lehi surgiu a partir de uma dissidência do Irgun, quando este se recusou a prosseguir a luta armada contra os britânicos no início da Segunda Guerra Mundial. Liderados por seu fundador Abraham Stern, o Lehi foi descrito como uma organização sionista paramilitar pelas autoridades britânicas e pelo mediador das Nações Unidas Ralph Bunche, e chamado de "um grupo criminoso de terroristas" pelo Conselho de Segurança das Nações Unidas. O Lehi foi responsável pelo assassinato em novembro de 1944, no Cairo, do Lord Moyne, além de realizar outros ataques contra autoridades britânicas e árabes residentes na Palestina - como o Massacre de Deir Yassin.
O recém-formado governo israelense em 1948 proibiu a organização sob uma lei antiterrorismo aprovada após três dias do assassinato, em setembro daquele ano, do mediador da ONU Folke Bernadotte. Mais tarde, Israel concedeu uma anistia geral para os membros do Lehi em 14 de fevereiro de 1949. Em 1980, o grupo foi homenageado com a instituição da Fita Lehi, uma condecoração militar que antigos membros da organização têm o direito de usar.

## Membros proeminentes do Lehi
- Yitzhak Shamir
- Eliyahu Bet-Zuri
- Eliyahu Hakim
- Natan Yellin-Mor
- Israel Eldad
- Geula Cohen
- Amos Keinan
- Maxim Ghilan
- Moshe Barazani